# Auguste Veillon
Auguste Veillon, né le 29 décembre 1834 à Bex et mort le 5 janvier 1890  à Genève, est un peintre suisse.

## Biographie
Né à Bex, dans le canton de Vaud, Auguste Veillon obtient un diplôme en théologie réformée à Lausanne. Il rejoint ensuite l’atelier de François Diday à Genève, où il peint principalement des paysages lacustres (Lac Léman, Lac des Quatre-Cantons) et les montagnes de l’Oberland bernois. Stylistiquement, il s'éloigne de la vision romantique et souvent dramatique de Diday pour dépeindre la nature sous un aspect calme et ensoleillé dans des tons plus pastels.
En 1858, il s’inscrit à l’École des Beaux-Arts de Paris. Là, il fait la connaissance du peintre orientaliste Eugène Fromentin, ce qui produit un tournant de son œuvre.
Il se forme également en autodidacte et effectue plusieurs voyages à Paris (1858-1859), à Londres (1862), avant de séjourner un an à Rome (1862-1863) ou il rencontre Laure Emilie Karcher-Dunant qu'il épouse en 1863. Il s'établit ensuite à Genève tout en effectuant des voyages réguliers en se rendant successivement dès 1873 à Venise, à Naples, au Caire, puis aux Pays-Bas entre 1880 à 1883. Dès 1884, il élargit son périmètre en visitant la Tunisie (1884), puis il retourne en Égypte (1885) avant de découvrir Jérusalem et la Palestine (1886), ainsi que Damas (1887). En 1888, il se rend à Tibériade, Constantinople et Athènes.
Inspiré par ses voyages, outre ses nombreuses vues helvétiques, il peint également de nombreux paysages italiens, notamment de Venise et Naples. Les monuments sont alors souvent à l'arrière plan tandis que le peintre se concentre sur les effets atmosphériques relatifs au ciel et à l'eau.
À la suite de ses voyages au Moyen-Orient, il se concentre sur des thèmes orientalistes, en peignant entre autres des paysages avec du Nil ou de la Mer Morte. Ces tableaux représentent des paysages d'un Orient rêvé aux tons mordorés qui inscrivent le peintre dans le courant orientalistes.

## Expositions
- Rétrospective au Musée d'art de Pully du 10 mars au 18 juin 2023[4]

## Œuvres

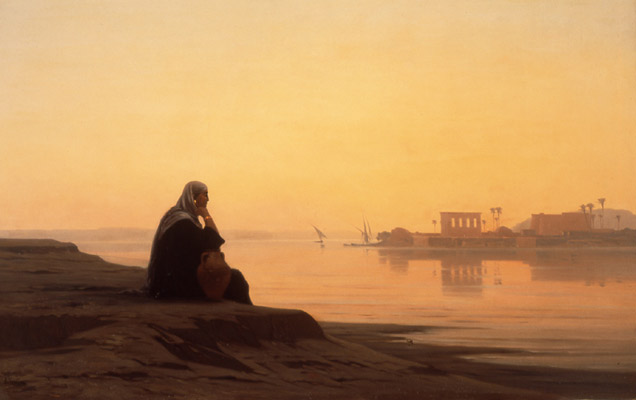
Le Nil à Philae
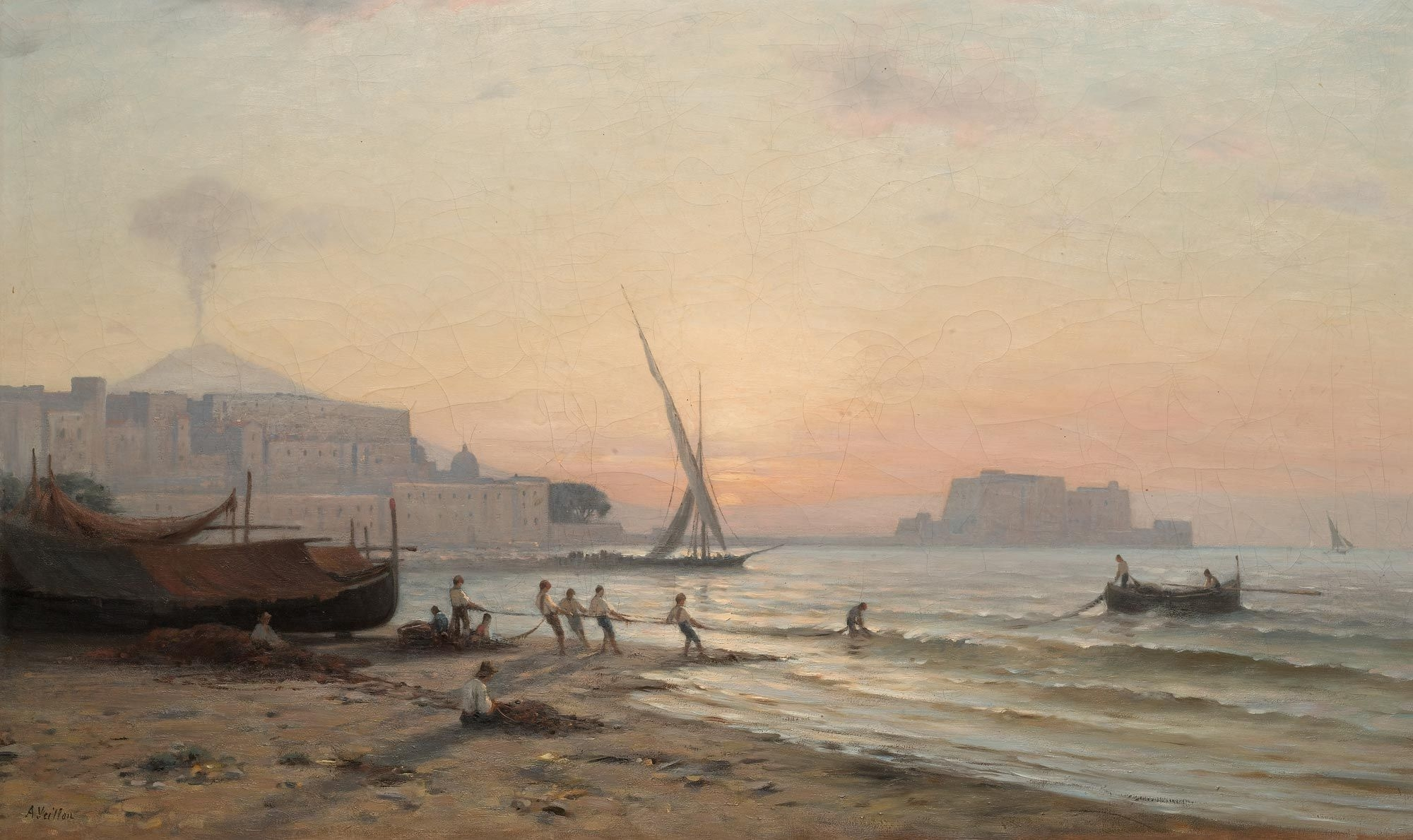
Les pêcheurs de la région de Naples
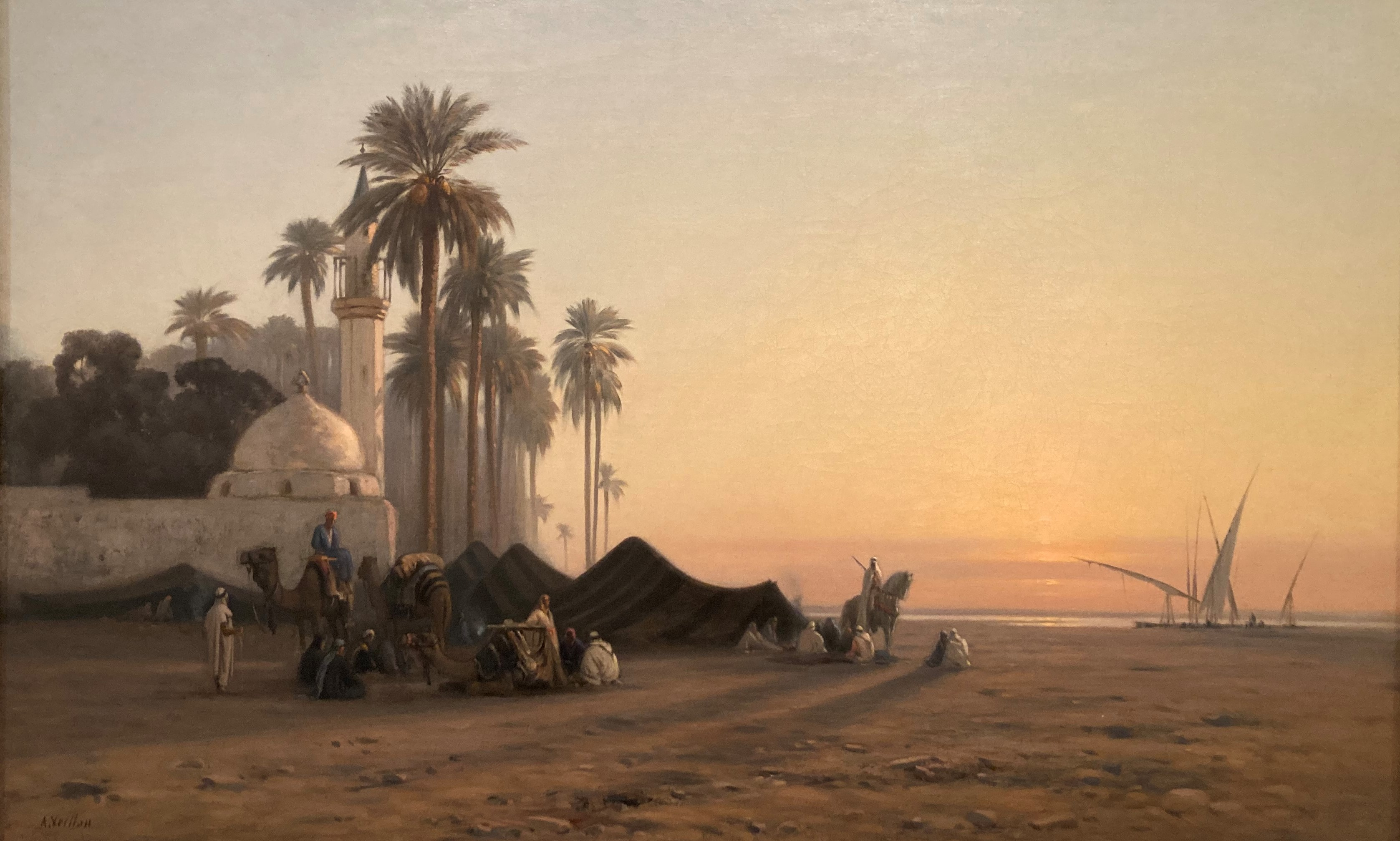
Campement près du Nil
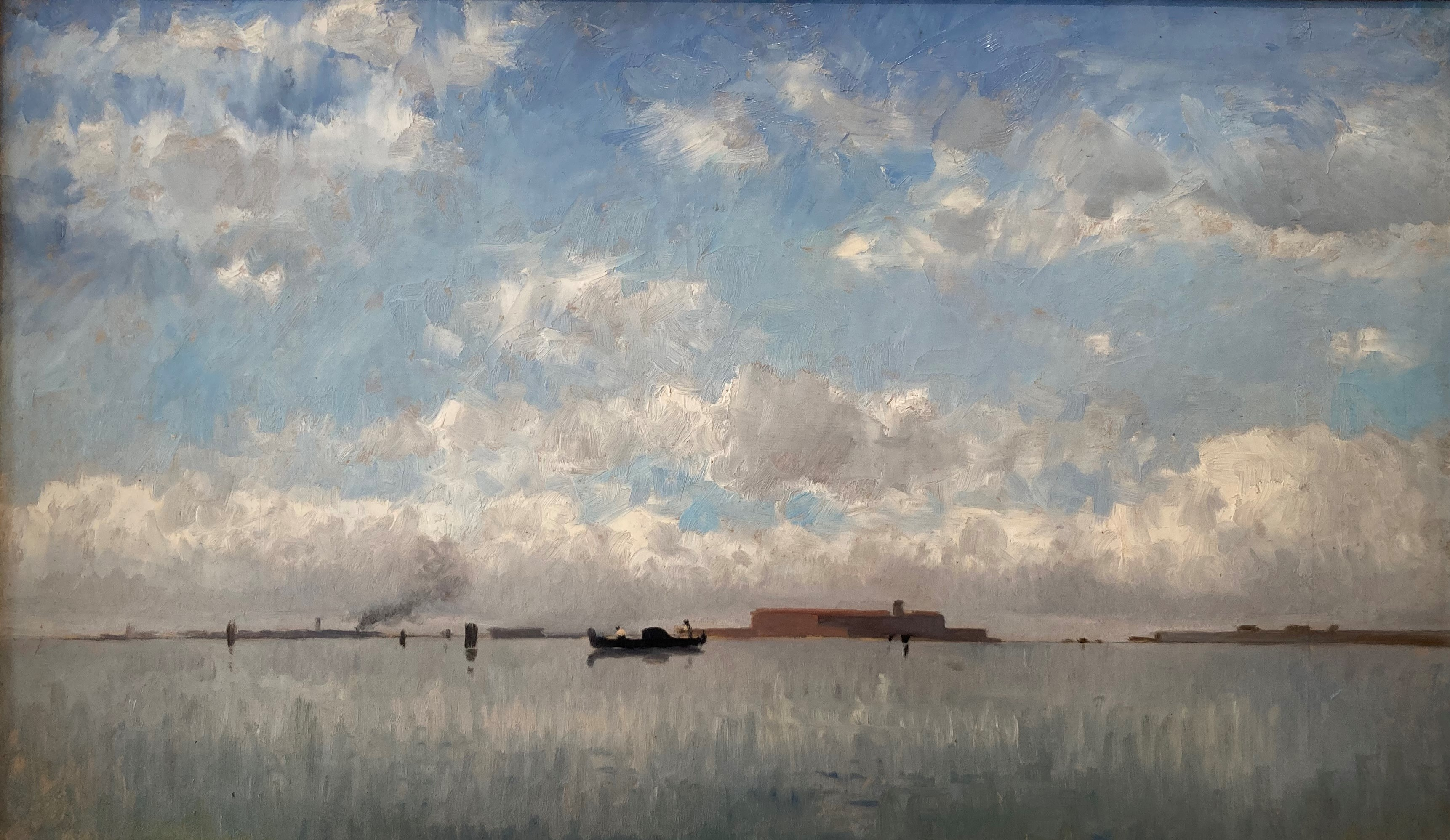
Lagune à Venise
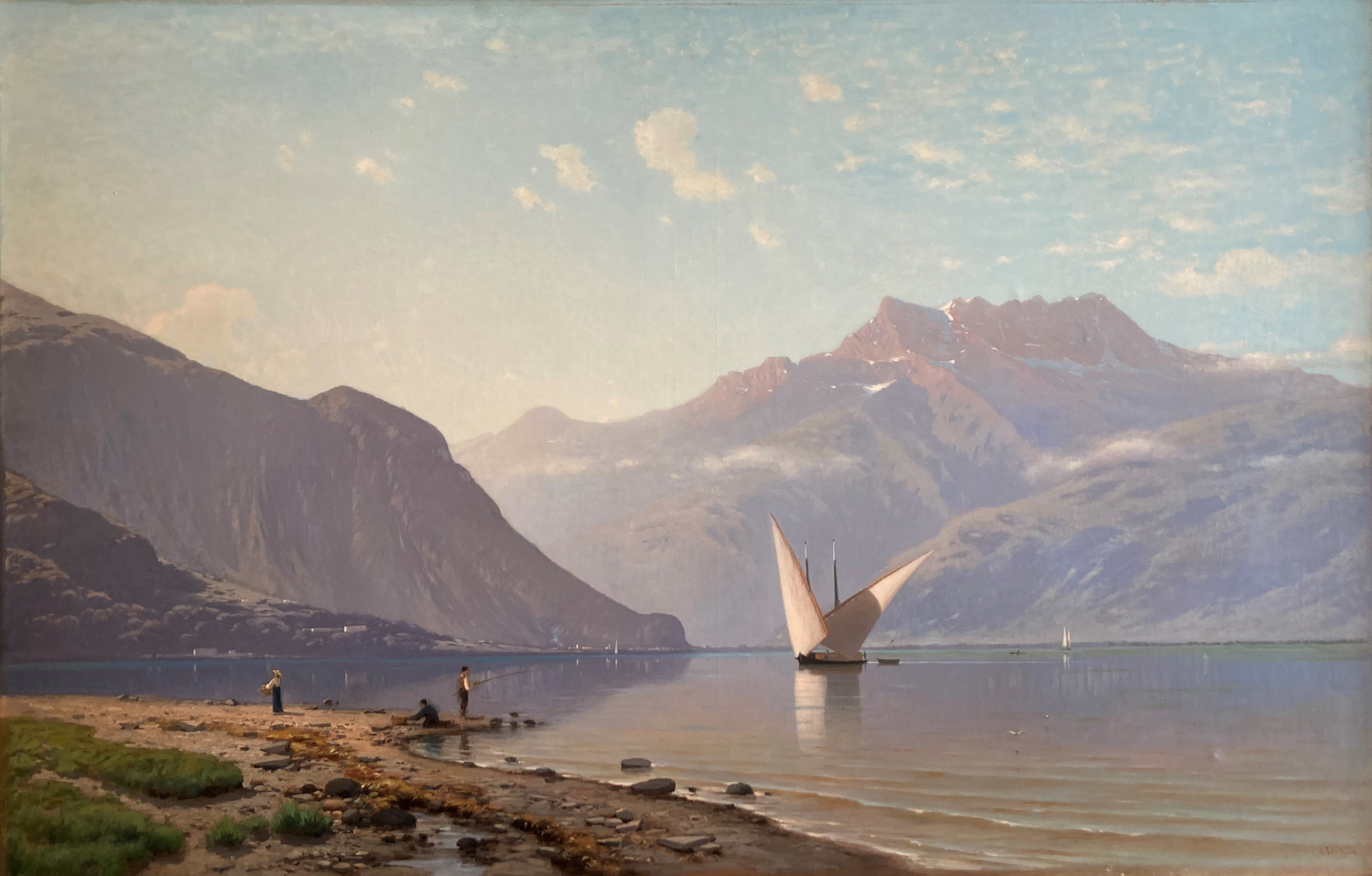
Depuis Clarens, vue d'un voilier sur le lac Léman devant les Dents-du-Midi
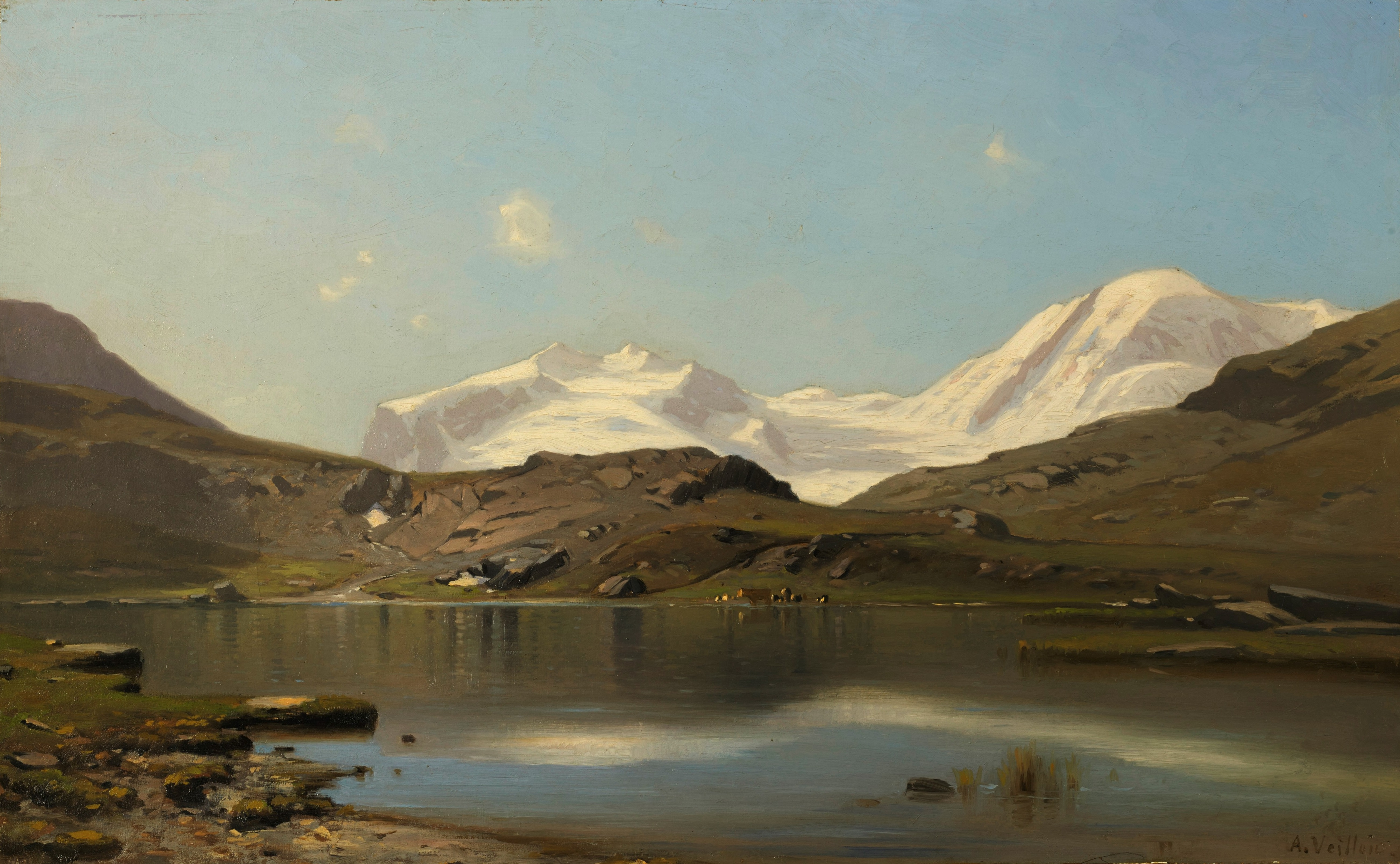
Paysage de Montagne
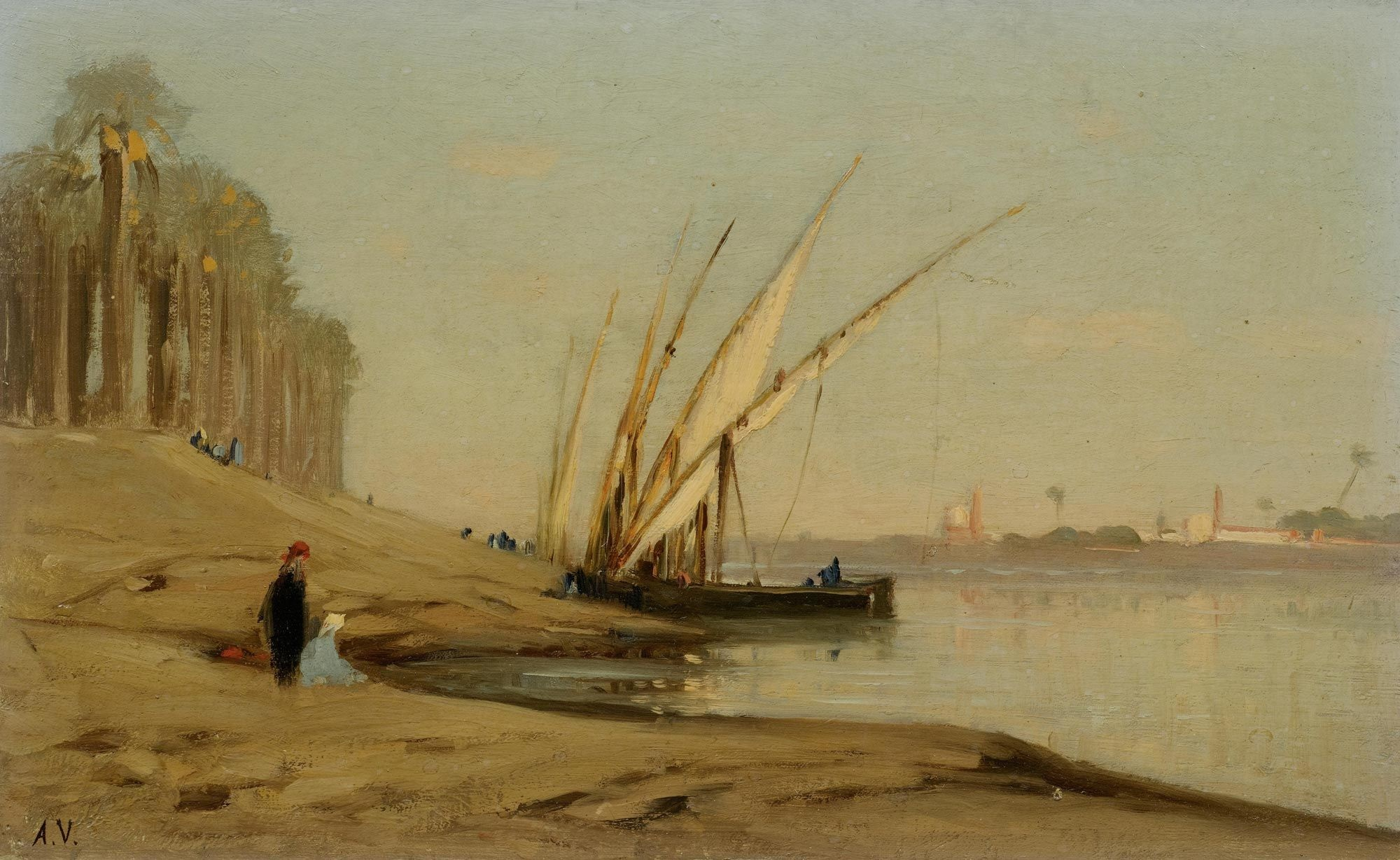
Vue du Nil et du Caire en arrière-plan
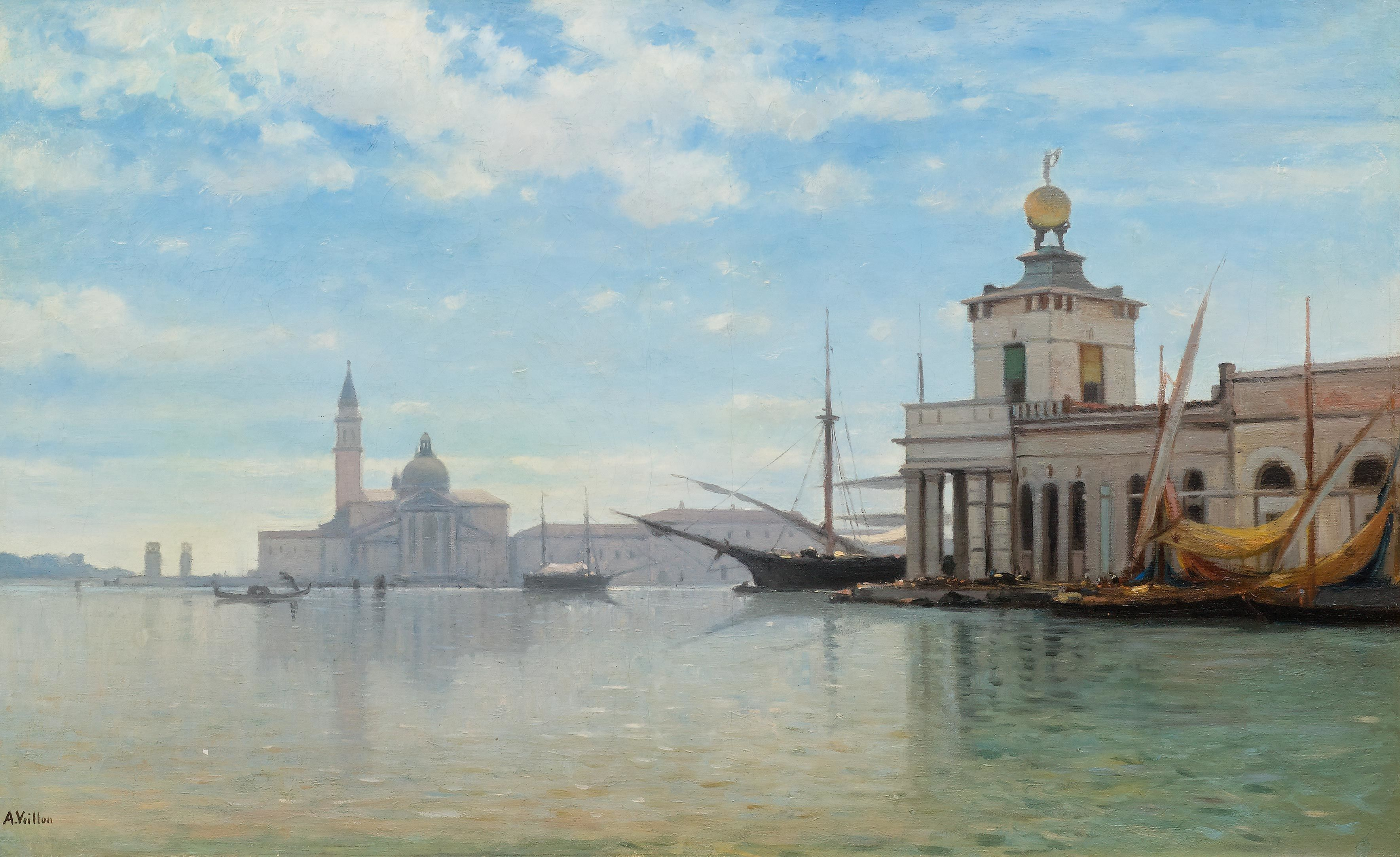
La Punta della Dogana, Venise
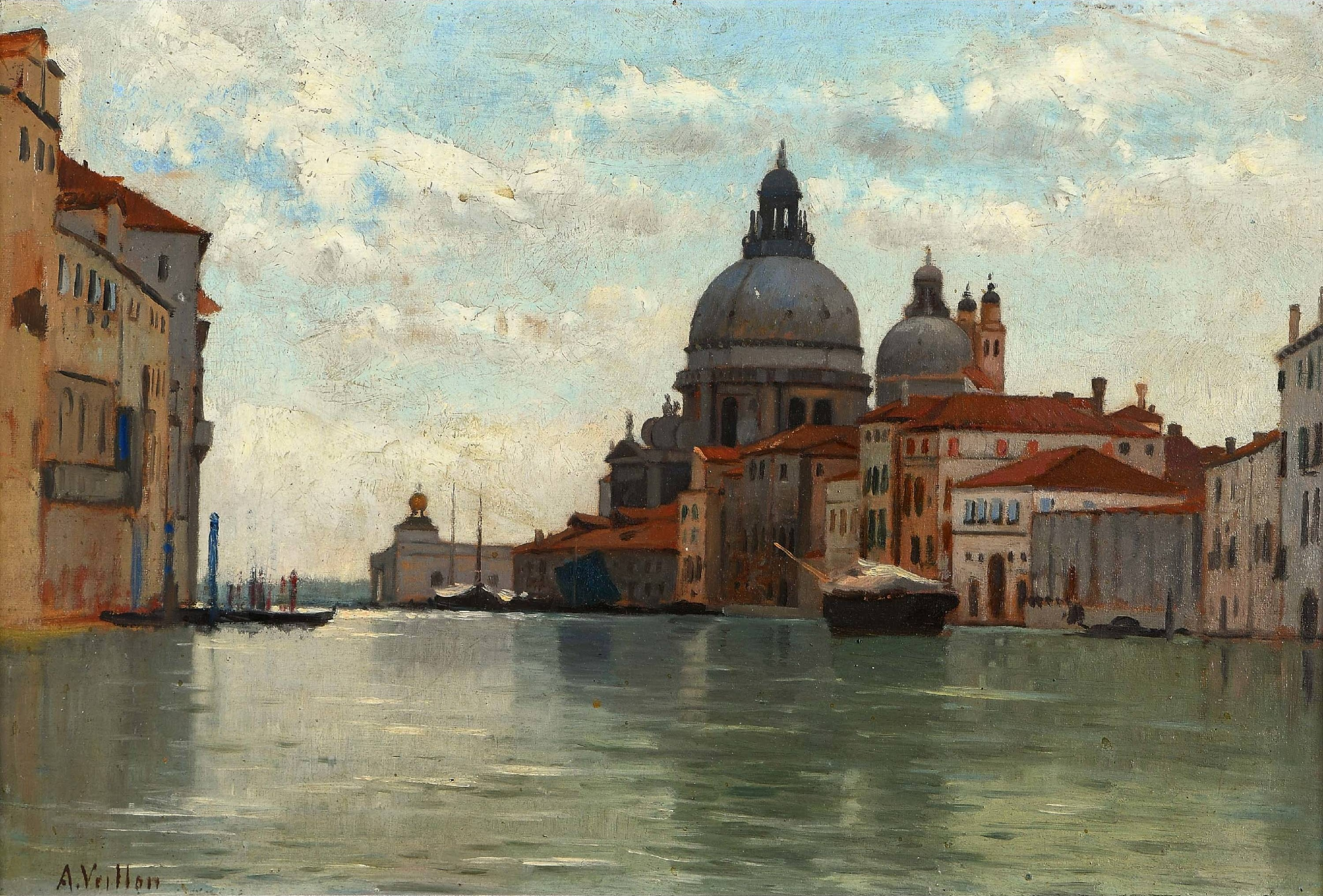
Santa Maria della Salute, Venise
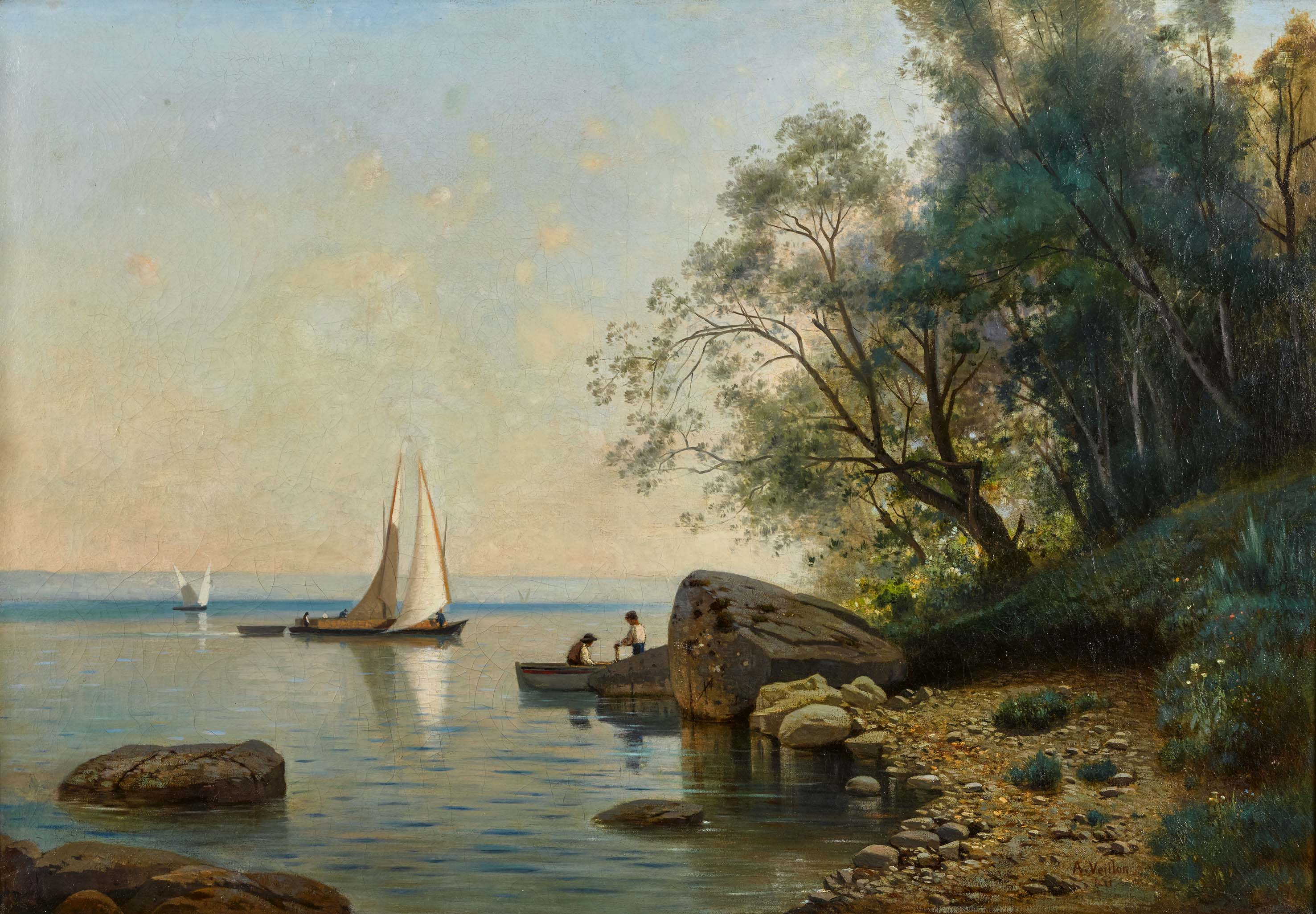
Lac Léman avec voiliers
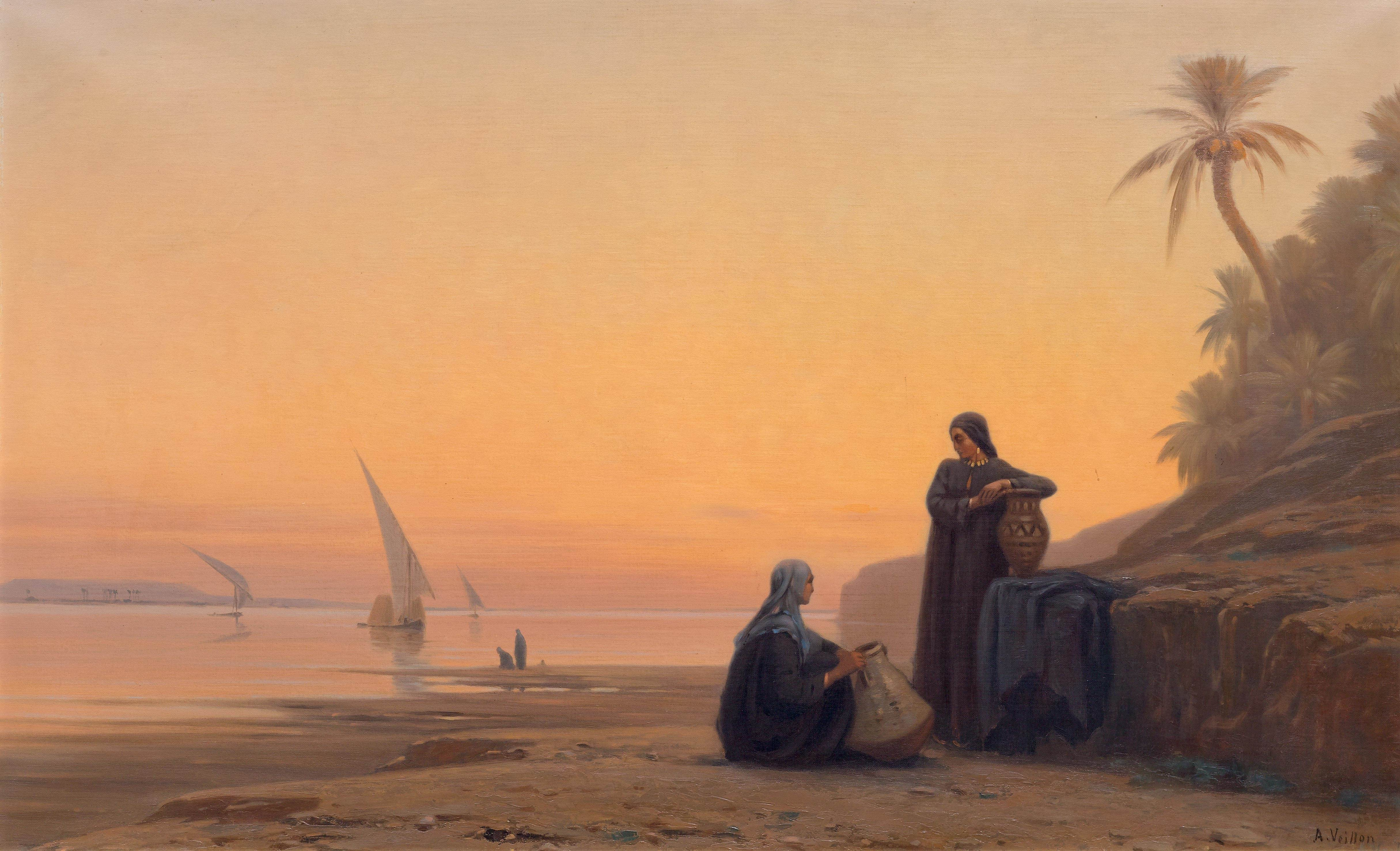
Porteuses d'eau au bord du Nil
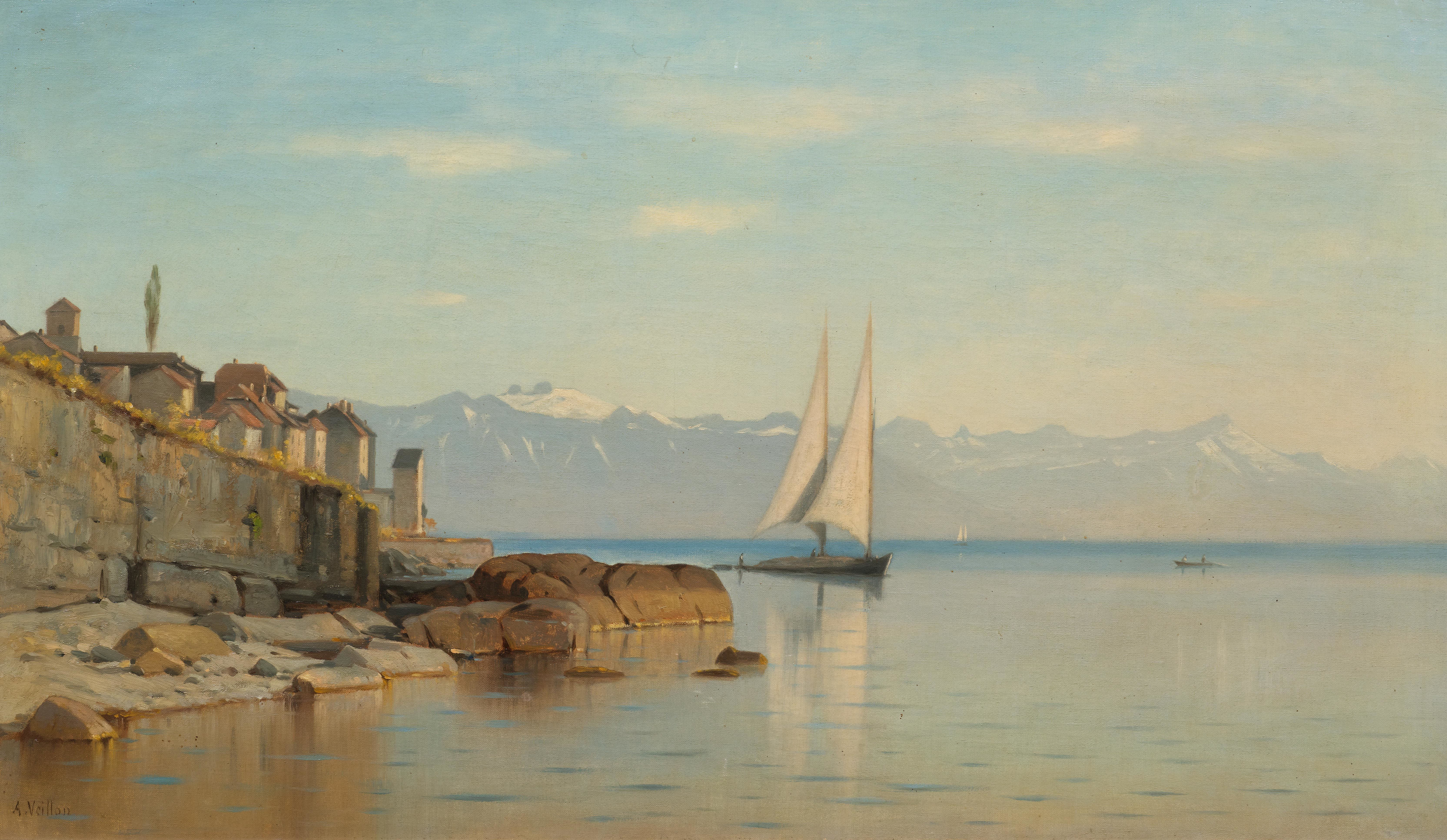
Bord du Lac Léman à Rivaz

## Source de la traduction
- (en) Cet article est partiellement ou en totalité issu de l’article de Wikipédia en anglais intitulé « Auguste Veillon » (voir la liste des auteurs).